# Dipseudopsis olsoufieffi
Dipseudopsis olsoufieffi är en nattsländeart som beskrevs av Navás 1935. Dipseudopsis olsoufieffi ingår i släktet Dipseudopsis och familjen Dipseudopsidae. Inga underarter finns listade i Catalogue of Life.